# Grenswielrijders

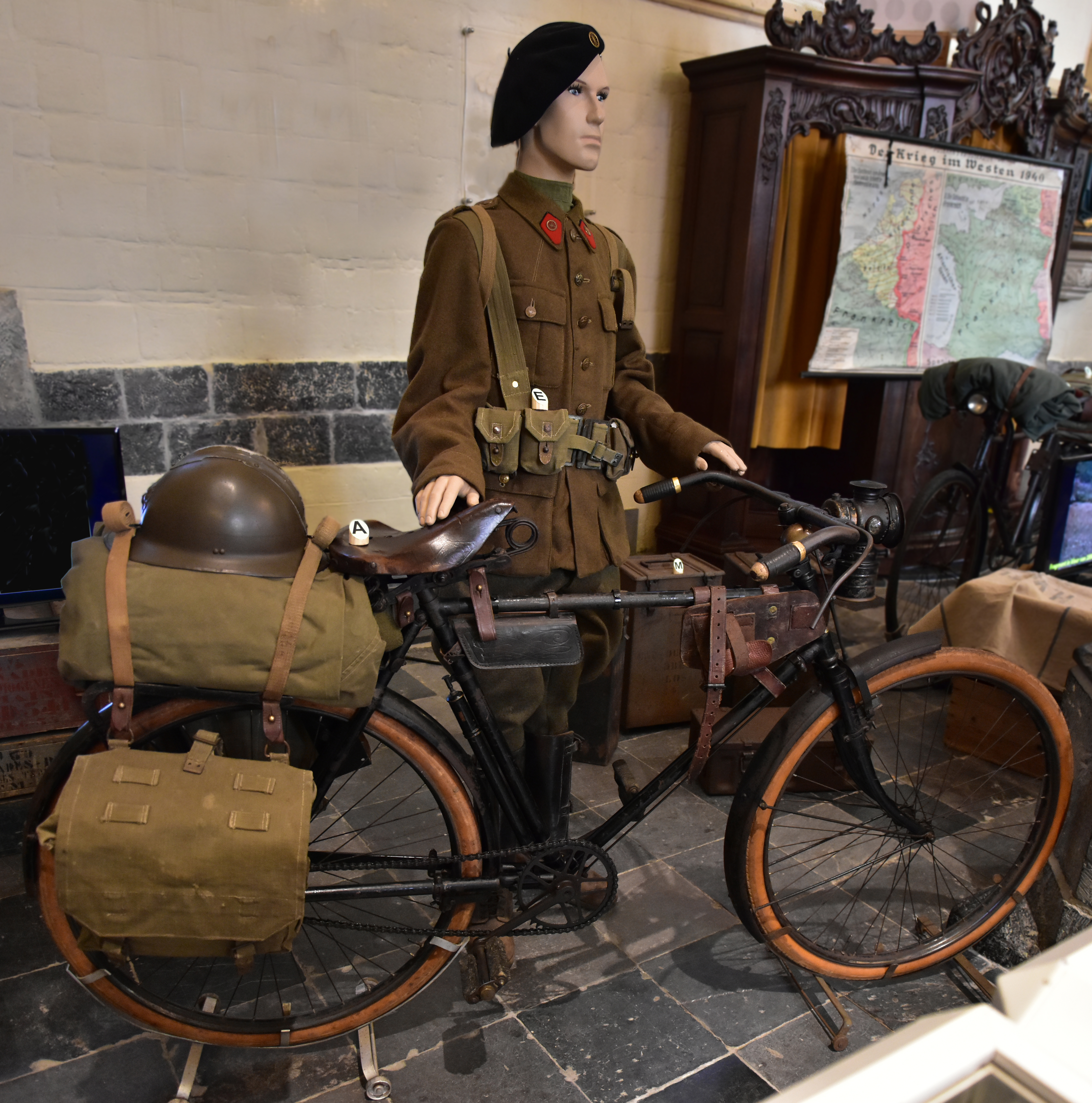
Een grenswielrijder

Grenswielrijders was een eenheid binnen het Belgisch leger, opgericht bij het begin van de jaren 1930. Ze verplaatsten zich per fiets en bezetten alarmposten op de Grens- of Alarmstelling (stelling langs de grens van de oostelijke provincies) en de bewaking van de Vooruitgeschoven Stelling (verder in het binnenland). Men wilde de operationaliteit waarborgen door hoofdzakelijk beroepsmilitairen aan te trekken maar de recrutering slaagde hier niet in.

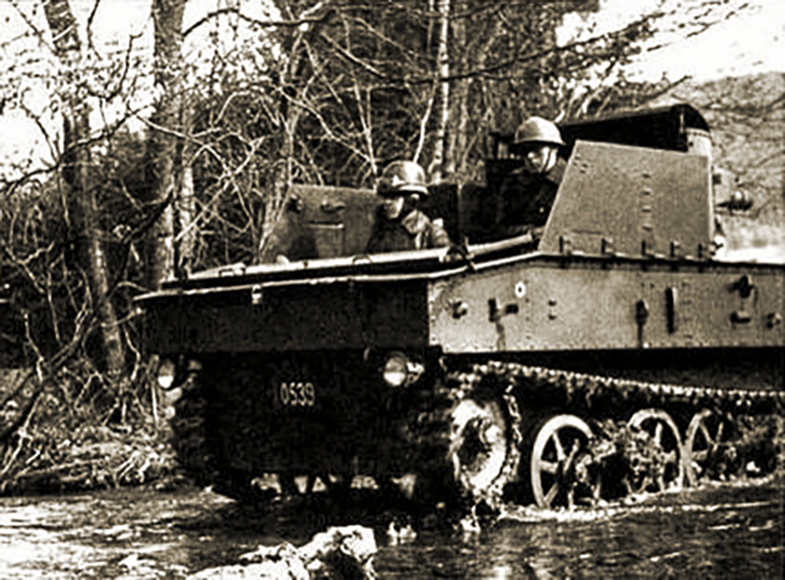
Achterzijde T-13 tank destroyer

In Belgisch-Limburg werd bij de mobilistatie in 1939 het onafhankelijke Bataljon Grenswielrijders van Limburg vergroot tot zes compagnies. In maart 1940 breidt men het onafhankelijke Regiment Grenswielrijders uit tot twee regimenten; het 1e Regiment en het 2e Regiment Grenswielrijders. Tijdens de mobilisatie wordt het geheel van een aantal bijkomende T13 antitankvoertuigen. Er wordt ook een zelfstandige compagnie T13 opgericht die in mei 1940 over negen van de twaalf voorziene voertuigen beschikken.
In Lanaken bouwde men in 1934 de Kazerne de Caritat de Peruzzis met als bevelhebber kapitein-commandant Henri Giddelo van de 5e Compagnie Grenswielrijders. Giddelo kwam om tijdens een bombardement op 10 mei 1940 waardoor de verdediging van de bruggen rond het fort Eben-Emael werd ontregeld.
Onder meer bunker BN11 werd bemand door grenswielrijders.